# Juan de Dios de la Rada y Delgado
Juan de Dios de la Rada y Delgado (Almeria, 13 d'agost de 1827 - Madrid, 3 de juliol de 1901), advocat, arxiver, arqueòleg, numismàtic, orientalista i autor literari espanyol, va ocupar el càrrec de director del Museu Arqueològic Nacional d'Espanya.

## Biografia
Llicenciat i doctor en dret per la Universitat de Granada (1852), després de diversos destins docents a Granada i Madrid, i sense deixar mai el seu paral·lel exercici de l'advocacia, va assolir en propietat (1858) la càtedra d'Arqueologia de l'Escola Superior de Diplomàtica -dedicada a la formació d'arxivers professionals- de la Universitat Central, un centre pioner creat el 1856 i que ell arribaria a dirigir entre 1876 i 1900. Va ser també acadèmic i professor de l'Acadèmia Madrilenya de Jurisprudència i Legislació, i d'igual classe en Ciències i Literatura del Liceu de Granada, acadèmic Corresponent i després Numerari de la Reial Acadèmia de la Història (1875), així com Numerari de la Reial Acadèmia de Belles Arts de San Fernando
Autor prolífic i polifacètic, a la seva faceta com a periodista i literat "va escriure, i va dirigir, entre 1856 i 1861, la Revista Universitaria. Va col·laborar també en el Boletin de la Sociedat Geográfica de Madrid i en els seus últims anys va publicar per al diari Gente Vieja. També pot seguir-se la seva firma a en revistes de diversa temàtica com El Teatro, El Día, La Ilustración Catòlica, La Ilustración Española i El Museo Universal.2 Especialment rellevant va ser la seva feina com a director de l'excepcional sèrie Museo Español de Antigüedades (1872-1880). El 1886 va ser guardonat per la Biblioteca Nacional d'Espanya per la seva extensa obra Bibliografía Numismática Española.
Entre altres nombroses distincions, va ser cavaller de l'Reial i Distingit Orde Espanyol de Carles III i cavaller gran creu de l'Orde d'Isabel la Catòlica
Políticament va ser conservador, i va estar afiliat al Partit Liberal-Conservador de Cánovas. Va ser Conseller d'Instrucció Pública i president de la Comissió Tècnica del Quart Centenari (1892), a més a més de senador per breu temps, per Lleida (1886) i Castelló de la Plana (1893-1894).
El 1894 va ser nomenat director del Museu Arqueològic Nacional, càrrec que va ocupar fins a 1900. Durant les dècades anteriors havia estat conservador i el seu cap de secció. En aquesta condició va prendre part en la important expedició científica ordenada a l'Orient per Amadeu I de Savoia el 1871, en el curs de la qual van ser adquirides diverses antiguitats que avui continuen formant part dels fons del museu; el llarg informe sobre aquest viatge el va publicar el 1876-1878, amb interessants dibuixos i fotografies de l'arquitecte Ricardo Velázquez Bosco.

## Obres principals

### Històriques
- Situación de la antigua Iliberis (Memoria), Madrid, RAH, 1854.
- Viaje de SS. MM. y AA. por Castilla, Asturias y Galicia, verificado en el verano de 1858, Madrid, 1860 (en Google Books).
- Historia de la Villa y Corte de Madrid, t. I, II y III (con José Amador de los Ríos), Madrid, 1860 y 1863 (en Internet Archive: tomo I y tomo III).
- Mugeres célebres de España y Portugal (sic), 2 vols., Barcelona, Casa Editorial de Víctor Pérez, 1868 (reed. por Espasa Calpe en dos partes, Buenos Aires, 1942 y 1954).
- Crónica de la provincia de Granada (en la colección Crónica General de España), Madrid, Impr. Rubio, Grilo y Vitturi, 1869 (reed. ed. Maxtor, 2002, vista parcial en GB).
- Antigüedades del Cerro de los Santos en el término de Montealegre (Discurso de ingreso en la RAH, Madrid, 1874 (en iberosalbacetemurcia.es).
- Viaje a Oriente de la fragata de guerra Arapiles, y de la comisión científica que llevó a su bordo, 3 vols., Barcelona, Emilio Oliver y Cía., 1876-1878 (Tip. de "La Academia") (en la BDH).
- Necrópolis de Carmona. Memoria escrita en virtud de acuerdo de las Reales Academias de la Historia y de Bellas Artes de San Fernando, Madrid, Impr. y Fundición de Manuel Tello, 1885 (en Internet Archive).
- Bibliografía numismática española ó Noticia de las obras y trabajos impresos y manuscritos sobre los diferentes ramos que abraza la numismática, debidos á autores españoles ó á extranjeros que publican en español y documentos para la historia monetaria de España. Con dos apéndices que comprenden... la bibliografía numismática portuguesa y... la de autores extranjeros que en sus respectivos idiomas escribieron acerca de monedas ó medallas de España, Madrid, 1886.
- Geología y protohistoria ibéricas (con J. Vilanova y Piera) (vol. I de la Historia General de España, escrita por individuos de número de la Real Academia de la Historia, bajo la dirección del Excmo. Sr. D. Antonio Cánovas del Castillo), Madrid, El Progreso Editorial, 1890 (1893).
- Catálogo de monedas arábigas españolas que se conservan en el Museo Arqueológico Nacional. Publicado siendo director del mismo d. Juan de Dios de la Rada y Delgado, Madrid, 1892 (en Internet Archive).
- Las Peregrinaciones a La Meca en el siglo XIX (edición con prólogo y notas de J.L. Sánchez, Madrid, Miraguano, 2005).

### Jurídiques
- Manual preparatorio para los exámenes del 1º y 2º año de notariado. Obra escrita con arreglo a los programas de dichos dos años, y a la del texto aprobada por el Gobierno (Manuel del Notariado), Granada, Astudillo y Garrido, 1853, 2.ª ed. (en la BDH).
- Elementos de Derecho Romano, presentados para su más fácil inteligencia en cuadros sinópticos. Obra declarada por el Real Consejo de Instrucción pública de mérito especial para el autor. Dos tomos en 4°. menor, Madrid, 1856-57 (t. II en Internet Archive).
- Ley de enjuiciamiento civil [de 1855]: contiene el testo [sic] de la edición oficial anotada... por..., Madrid, Lib. de D. León Pablo Villaverde, 1863.
- Derecho usual, Madrid, Viuda de Hernando y Compañía, 1895.

### Traduccions
- Ensayo sobre la interpretación de la escritura hierática de la América Central por Léon de Rosny (traducción anotada y precedida de un prólogo por...), Madrid, Imprenta y Fundición de Manuel Tello, 1884.
- Historia de Caldea desde los tiempos más remotos hasta el origen de Asiria (introducción general al estudio de la Historia Antigua por Zénaïda A. Ragozin; versión española anotada por...), Madrid, 1889 (en la BDE).

### Literàries
- D. Ramon Berenguer (el Viejo), Conde de Barcelona: novela histórica, (col. Crónicas catalanas), Barcelona, Librería Nacional y Estrangera de Salvador Manero, 1858.
- Cristóbal Colón: drama histórico en tres actos y en verso, Madrid, Impr. José Rodríguez, 1863.
- Wifredo II, Conde de Barcelona. Novela histórica, Madrid, Jerez, 1865.
- Amor ó el esclavo. Drama en tres actos y en verso.

### Altres
- Abecedario de la virtud: dedicado á los niños, Madrid, ed. Manuel Lopez de la Hoya, 1862 (en Google Books).
- Estudios de Geografía astronómica (Biblioteca económica del maestro de primera enseñanza), Barcelona, Libr. de Juan Bastinos é hijo, 1866 (en Google Books).
- Segunda conferencia sobre la educación de la mujer por la historia de otras mujeres (Universidad de Madrid: Conferencias dominicales sobre la educación de la mujer, 28 de febrero de 1869), Madrid, Imp. M. Rivadeneyra, 1869.